# 4298 Jorgenúnez
4298 Jorgenúnez (tên chỉ định: 1941 WA) là một tiểu hành tinh vành đai chính. Nó được phát hiện bởi Isidre Pòlit ở Fabra Observatory ngày 17 tháng 11 năm 1941.